# Hontanares de Eresma
Hontanares de Eresma es un municipio y localidad española de la provincia de Segovia, en la comunidad autónoma de Castilla y León. Se encuentra en la comarca de la Campiña Segoviana y de Tierras de Segovia y cuenta con una población de 1662 habitantes (INE 2024). Tiene una pedanía denominada La Estación.

## Toponimia

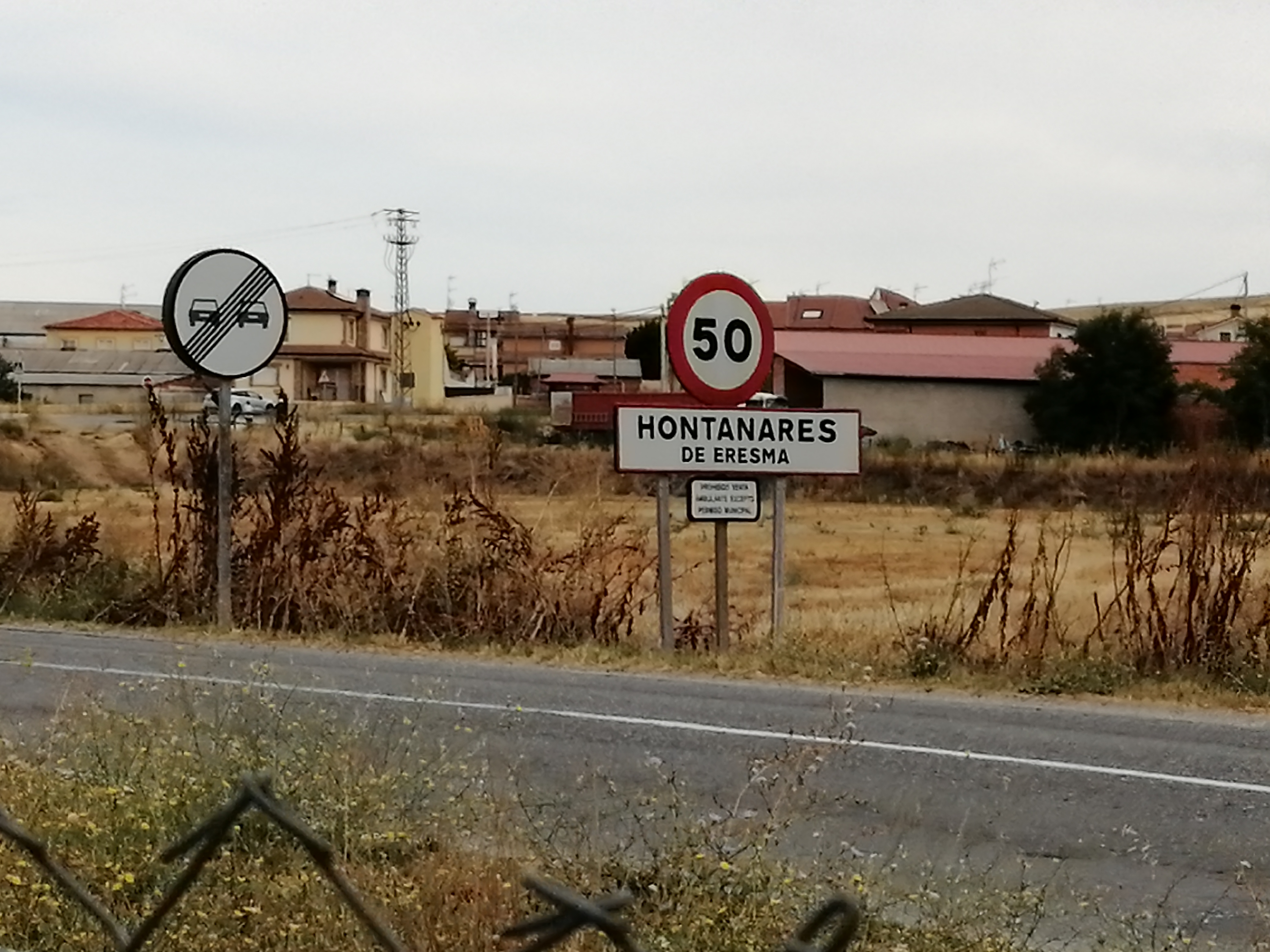
Nombre de la localidad en la señal que indica la entrada a la zona urbanizada

Aparece citado en 1247 como Fontanares y hasta el siglo XIX se llamó Hontanares. Procede del latín fontana aqua ‘fuente de agua’, que se abrevió en fontana ‘fuente’, más el sufijo abundancial -ar en plural, con el significado de lugar con muchas fuentes.
Por su parte, el término Eresma —relativo al río— deriva de la raíz indoeuropea erd-sama ‘muy alejado o muy lejano’.

## Geografía

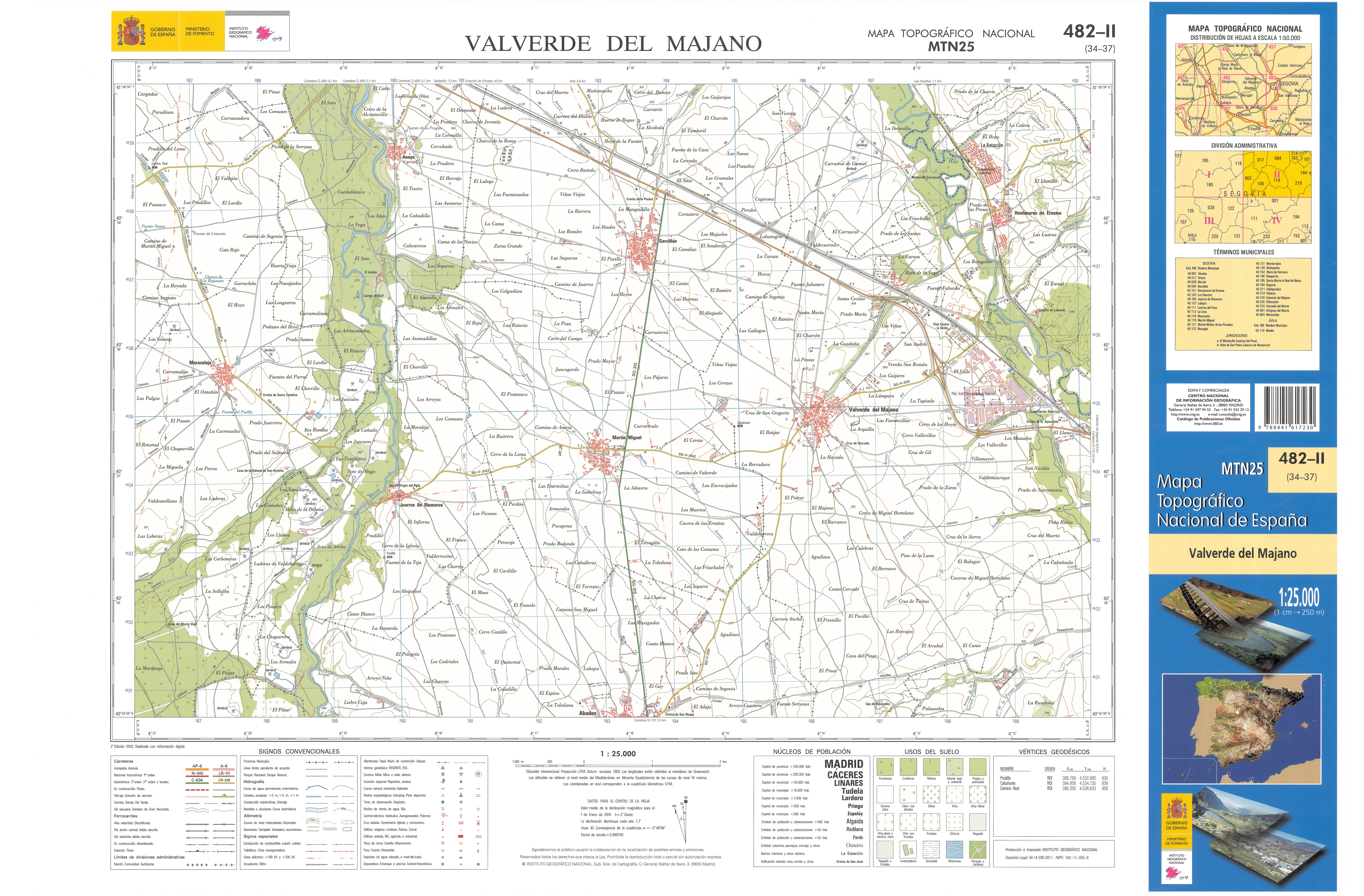
Fragmento de la hoja 481 del Mapa Topográfico Nacional de España de 2010 en el que se representa parte de Hontanares de Eresma

| Noroeste: Los Huertos                   | Norte: Valseca           | Noreste: Valseca             |
| Oeste: Los Huertos, Valverde del Majano |                          | Este: Valseca                |
| Suroeste: Valverde del Majano           | Sur: Valverde del Majano | Sureste: Valverde del Majano |

## Naturaleza
Hontanares de Eresma está en el entorno del LIC de Cueva de los Murciélagos, Riberas del río Adaja y afluentes, valles del Voltoya y el Zorita, así como en los entornos del ZEPA de Valles del Voltoya y el Zorita.

### Flora
Debido a la cercanía del río Eresma, existe una flora muy variada, entre la que destaca, por orden de extensión, encinares, bosques ribereños, fresnedas, dehesas, pinos, arbolado disperso de frondosas, y prado. También hay superficie agrícola, así como choperas y plataneras de producción.

### Fauna
Pueden encontrarse, entre otras muchas, especies como abubilla, milano real, faisán común, buitre negro, ánade real (azulón), aguilucho pálido o gavilán rastrero, aguilucho cenizo, pito real, garza real, buitre leonado, nutria europea y visón americano.

## Historia
Perteneció a la Comunidad de Ciudad y Tierra de Segovia, en el Sexmo de Santa Eulalia.
Se han encontrado numerosos vestigios que nos dan información sobre la historia de Hontanares. El hallazgo de algunas piedras de granito trabajadas para formar una suerte de mortero para moler granos nos hace suponer que entre 4000 y 7000 años a. C. ya existía un asentamiento cercano a donde se encuentra actualmente el municipio. Posteriormente, en la iglesia se encontraron lápidas de piedra caliza con inscripciones en latín que datan de los siglos III y IV, aunque, desgraciadamente, ya no es posible encontrarlas, dado que fueron cubiertas con hormigón y terrazo.
En la localización del antiguo cementerio (junto a la carretera de Los Huertos), se halló un importante yacimiento arqueológico, perteneciente a la época tardo-románica y el período visigodo. Cerca de la antigua estación de ferrocarril se han encontrado gran cantidad de tejas y cerámica que podían pertenecer a los árabes que se asentaron en la zona, antes de su expulsión en 1492.
A mediados del siglo XIX, el lugar tenía una población de 147 habitantes. La localidad aparece descrita en el noveno volumen del Diccionario geográfico-estadístico-histórico de España y sus posesiones de Ultramar de Pascual Madoz de la siguiente manera:

HONTANARES: l. con ayunt. de la prov., part. jud. y dióc. de Segovia (1 1/2 leg.), and. lerr. y c. g. de Madrid (16 1/4): sit. en un llano, le dominan por N., E. y S. pequeños cerros, los que impiden la circulacion de los vientos, y su clima es propenso á tercianas, cuartanas y erisipelas: tiene unas 44 casas de poca altura y de mala distribucion interior, 3 calles empedradas y bastante limpias, una pequeña plaza de figura cuadrilonga; casa de ayunt. escuela de instruccion primaria comun á ambos sexos, á la que concurren unos 18 niños que se hallan bajo la direccion de un maestro dotado con 120 rs. y 8 á 9 fan. de trigo; y una igl. parr. (la Asuncion de Ntra. Sra.) servida por un párroco que se provee por oposicion en concurso: en los afueras de la pobl. se encuentra una fuente de buenas y abundantes aguas de las que se utilizan los vec. para sus usos. El térm. confina N. Valseca; E. Lobones; S. Valverde, y O. Lobones y Carrascal; le atraviesa á 500 pasos del pueblo el r. Eresma que corre por el lado O. en dirección al N. y al 1/4 de leg. se une con el Milanillo; el terreno es en parle llano y en parte ladera y en lo general de miga fértil; se cultivan sobre 500 obradas de todas clases, inclusas unas 80 que se ha vendido en esta época pertenecientes á conventos y manos muertas, y hay algunos prados para pastos de los ganados que se riegan con el agua del Eresma. caminos: los que dirigen á los pueblos limítrofes en mediano estado. prod.: trigo, cebada, centeno, algarrobas y garbanzos; mantiene ganado lanar y vacuno; y cria alguna caza. ind. y comercio: la agrícola y esportacion de los frutos sobrantes para Madrid y otros puntos. pobl.: 45 vec., 147 alm. cap. imp.: 43,363 rs. contr.: según el cálculo general y oficial de la prov. 20'72 por 100: el presupuesto municipal, asciende á 200 rs. que se cubren por reparto vecinal.
(Madoz, 1847, p. 220)

Hasta la reforma de la nomenclatura municipal de 1916 el municipio se llamaba simplemente Hontanares. En dicha fecha su nombre fue modificado por el de Hontanares de Eresma.

## Demografía
Cuenta con una población de 1662 habitantes (INE 2024).
| Gráfica de evolución demográfica de Hontanares de Eresma entre 1842 y 2021                                            |
| |
| Población de derecho según los censos de población del INE. Población de hecho según los censos de población del INE. |

Los dos núcleos de población que integran el municipio tienen, según el INE 2024, el censo siguiente:
| Distribución de la población |                      |
| La Estación                  | Hontanares de Eresma |
| 1153                         | 511                  |

Desde el año 2000, el municipio de Hontanares de Eresma viene registrando unas altas tasas de crecimiento (superiores al 400 %), que lo sitúan en los primeros puestos de Castilla y León, dada su cercanía a la capital segoviana.
Asimismo, las reducidas dimensiones de su término municipal condicionan una densidad de población por encima de los 200 hab/km², muy superior a la media provincial (24 hab/km²).
Es considerado, en la actualidad, uno de los pueblos con la media de edad más baja de España, ya que la media se sitúa en 32,6 años de edad en 2020.

## Economía

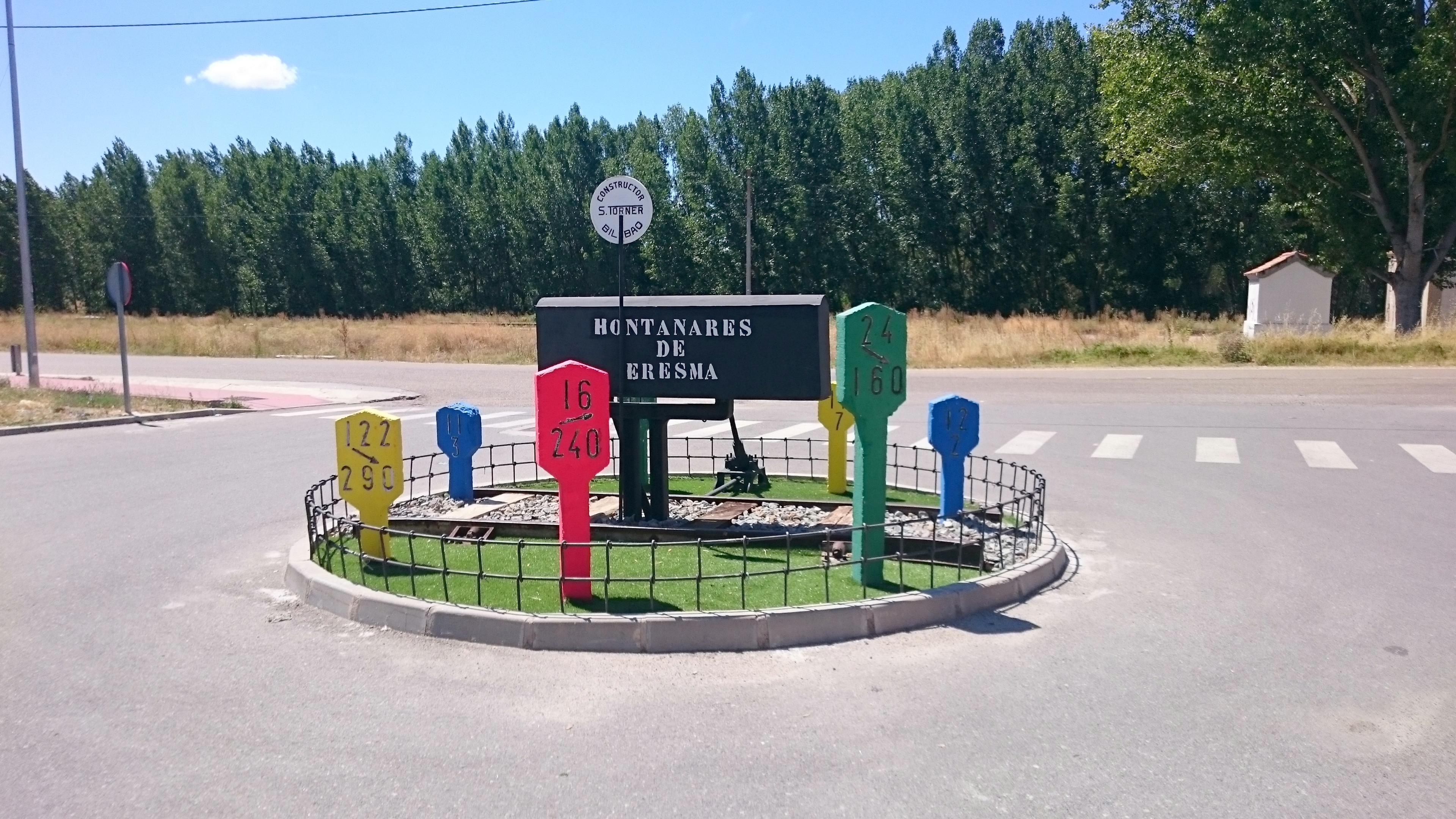
Acceso a la pedanía de La Estación

Además de ser principalmente residencial, Hontanares de Eresma cuenta con algunos vecinos dedicados a la agricultura y, en menor medida a la ganadería pero, además, son muchos los vecinos que trabajan en Segovia o en el polígono de Valverde del Majano.

## Símbolos
El escudo heráldico y la bandera que representan al municipio fueron aprobados oficialmente el 31 de mayo de 2005. El escudo se blasona de la siguiente manera:

«Escudo de plata con tres ondas de azur en punta, surmontadas de tres chopos arrancados de sinople, puestos en faja. Bordura de gules con tres fuentes de plata, una en jefe y las otras dos en los lados y afrontadas. Al timbre Corona Real cerrada.»
Boletín Oficial de Castilla y León nº 114/2005 de 14 de junio de 2005

La descripción textual de la bandera es la siguiente:

«Bandera rectangular de proporciones 2:3, formada por siete franjas horizontales en proporciones 1/5, 1/10, 1/10, 1/5, 1/10, 1/10 y 1/5, siendo de arriba abajo roja, blanca, azul, blanca, azul, blanca y roja.»
Boletín Oficial de Castilla y León nº 114/2005 de 14 de junio de 2005

## Administración y política
| Periodo   | Nombre                                                                                        | Partido                         |
| --------- | --------------------------------------------------------------------------------------------- | ------------------------------- |

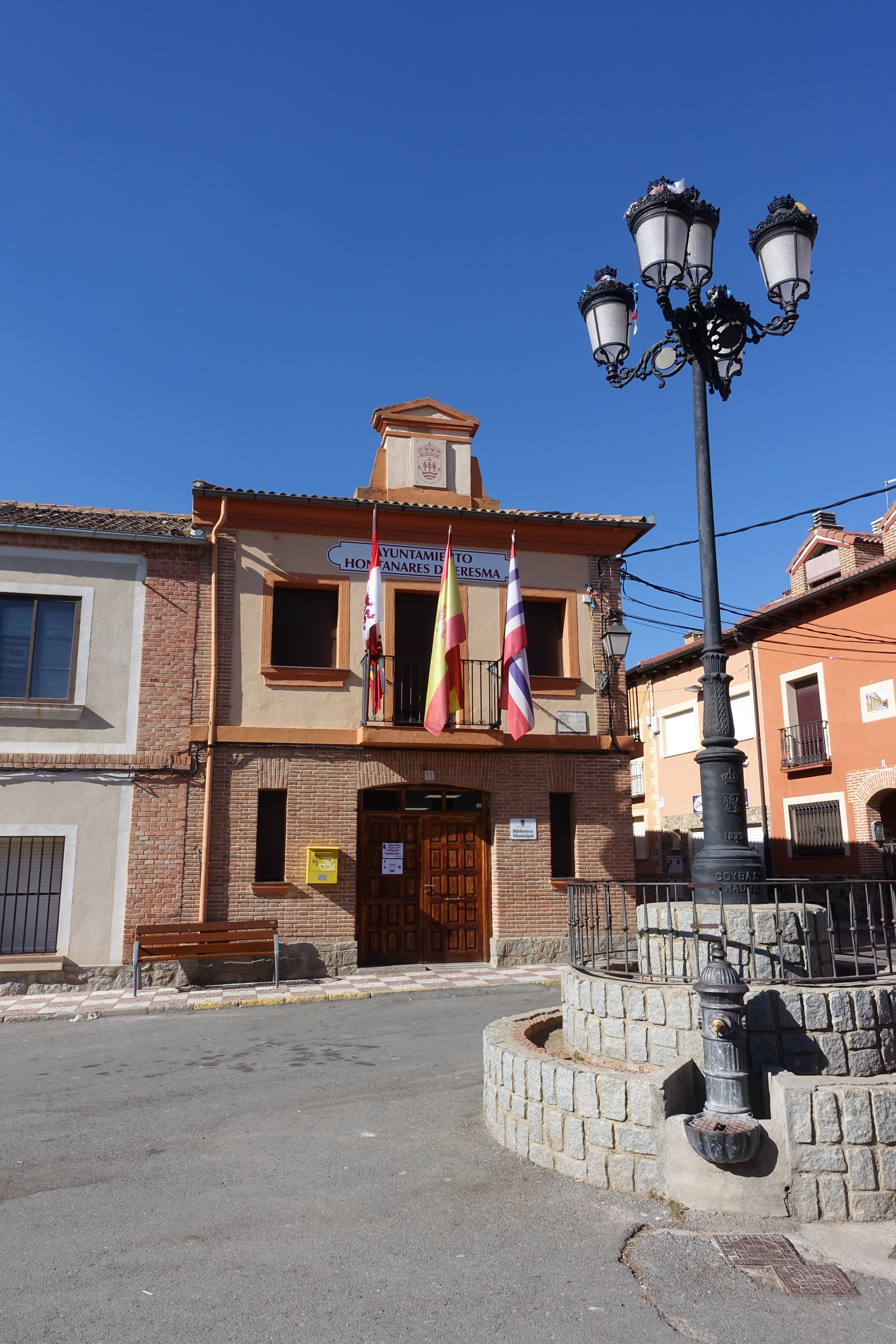
Casa consistorial, sede del ayuntamiento

| 1979-1983 | Ruperto Valverde Escobar                                                                      | PSOE                            |
| 1983-1987 | Justo de la Viuda Saornil                                                                     | PSOE                            |
| 1987-1991 | Justo de la Viuda Saornil                                                                     | PP                              |
| 1991-1995 | Justo de la Viuda Saornil                                                                     | PP                              |
| 1995-1999 | Justo de la Viuda Saornil                                                                     | PP                              |
| 1999-2003 | Justo de la Viuda Saornil                                                                     | PP                              |
| 2003-2007 | Pedro Luis Cuesta Llorente                                                                    | PSOE                            |
| 2007-2011 | Pedro Luis Cuesta Llorente                                                                    | PSOE                            |
| 2011-2015 | Javier García García                                                                          | PP                              |
| 2015-2019 | María del Pilar Sánchez Martín                                                                | UPyD PSOE                       |
| 2019-2023 | María Vallejo Nicolás (2019 - septiembre de 2021)Javier García García (septiembre de 2021 - ) | PSOE + Centrados PP + Centrados |
| 2023-act. | Javier García García                                                                          | PP                              |

## Autobuses

Plano Metropolitano Segovia donde aparecen las líneas a su paso por Hontanares de Eresma

Hontanares de Eresma forma parte de la red de transporte Metropolitano de Segovia que va recorriendo los distintos pueblos de la provincia.
| Línea | Trayecto                                                                                   |
| ----- | ------------------------------------------------------------------------------------------ |
| M2    | Encinillas - Segovia (por el Casino La Unión, Hontanares de Eresma, Los Huertos y Valseca) |

## Cultura

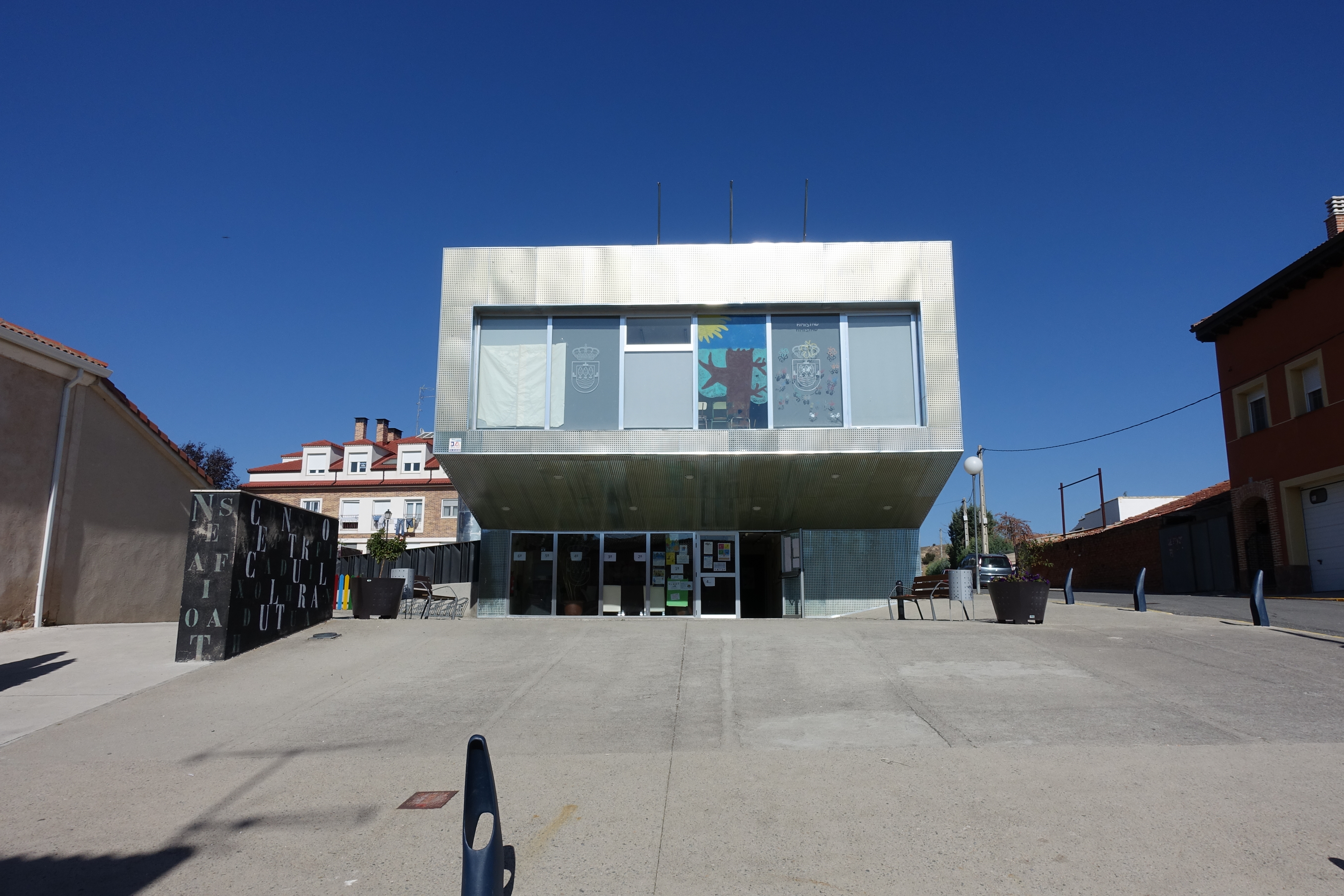
Centro cultural

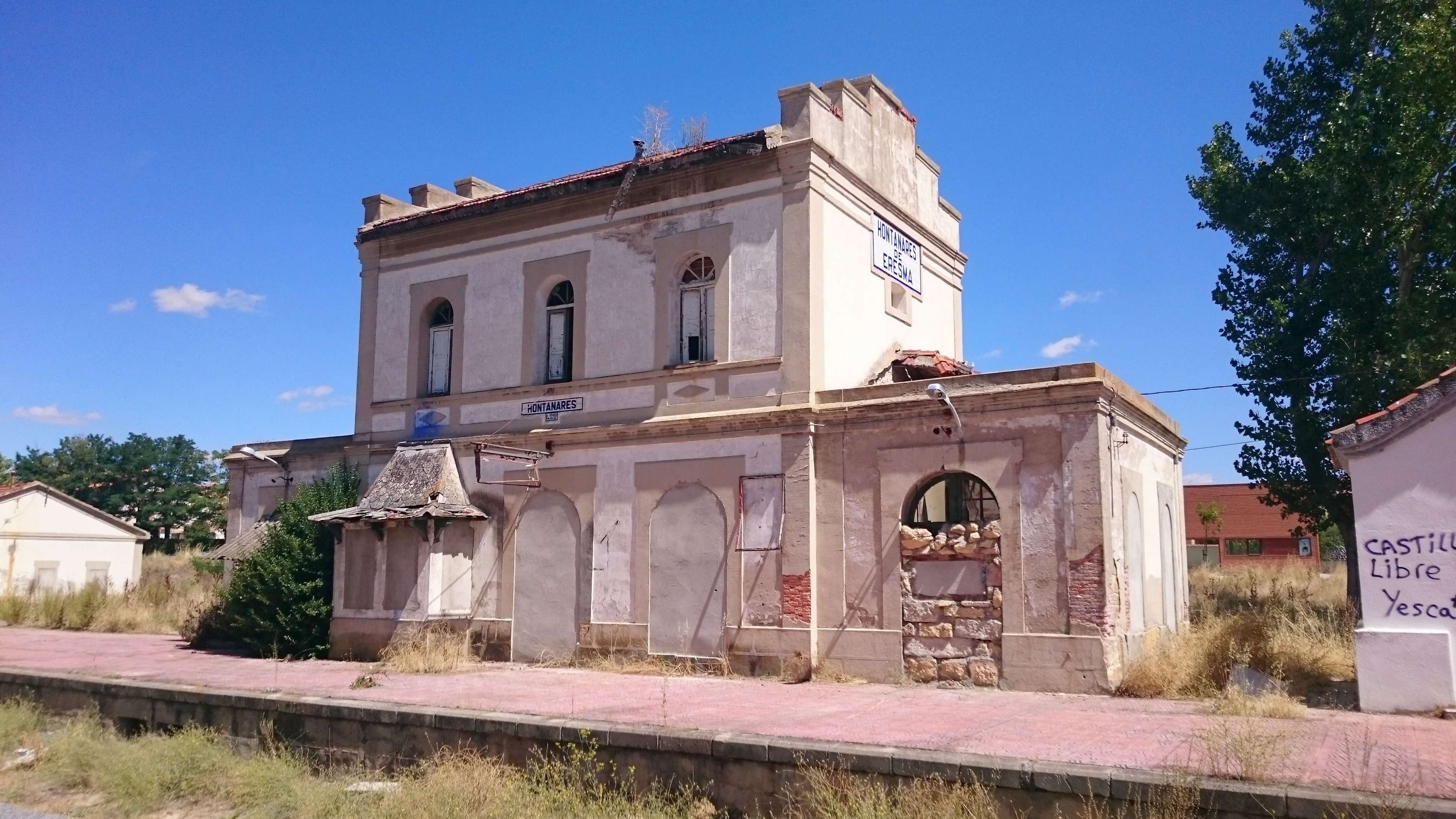
Antigua estación de ferrocarril

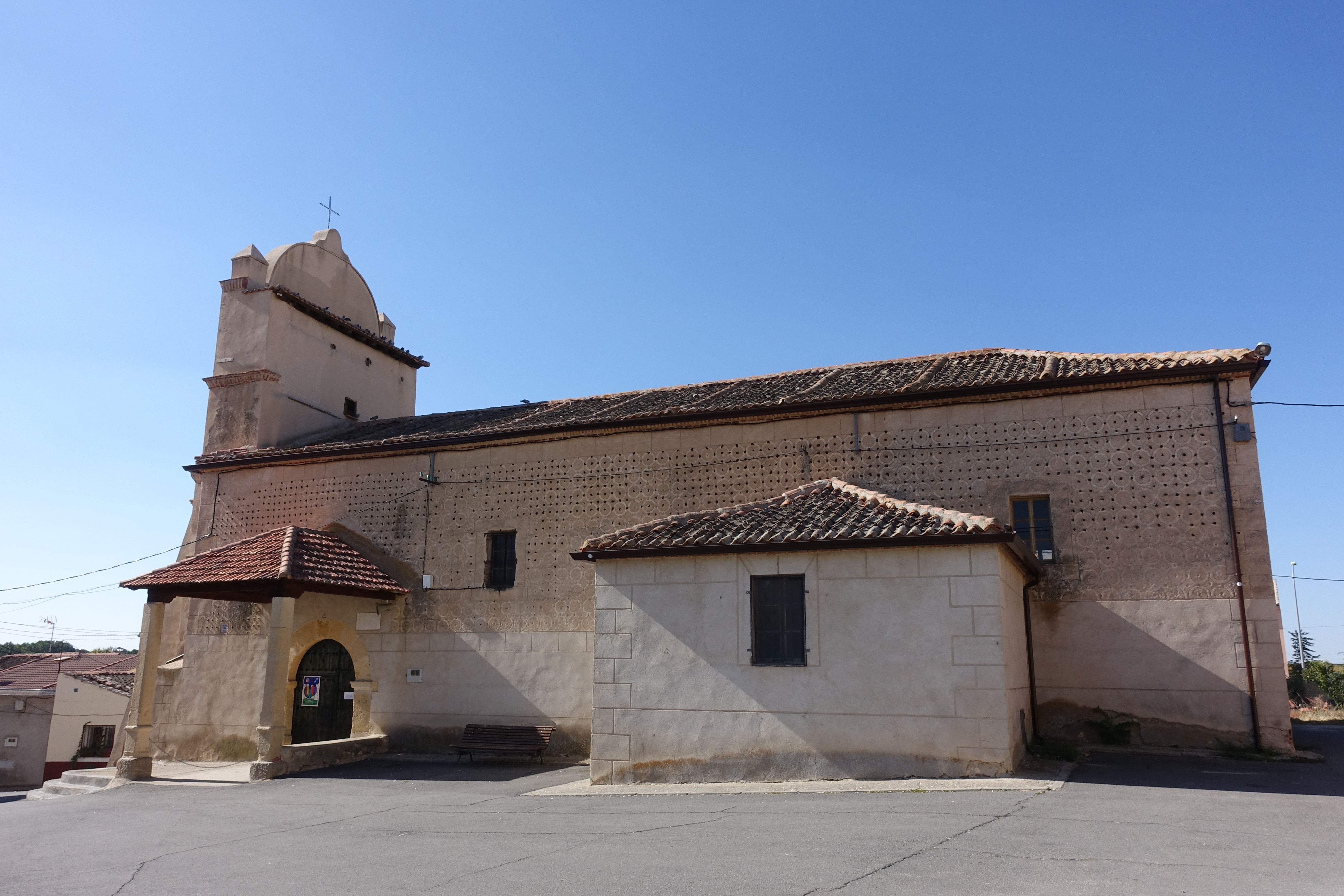
Iglesia de Nuestra Señora de La Asunción

### Patrimonio
- Iglesia de Nuestra Señora de la Asunción. Construida en el siglo XVII en mampuesto con revoco en superficie y una gran espadaña campanario con contrafuertes y tres campanas, presenta una planta de cruz latina, formada por una nave central y dos añadidos laterales en mampostería. En su exterior, llaman la atención dos contrafuertes añadidos en una reforma posterior. En su interior, destaca una imagen de Ntra. Sra. de la Asunción, así como un órgano del siglo XIX.[14]
- Fuente real del caño. Construida en ladrillo con revoco en su superficie, es una de las numerosas fuentes que posee Hontanares. Su incesante chorro de agua llena el pilón, que se sitúa muy cerca.[15]
- Museo Cochaca. Reúne más de 1000 enseres, útiles y artilugios de gran valor etnográfico de los siglo XIX y XX, entre los que destacan varios aperos agrícolas.[16]
- Casa El Jardín. Domicilio particular. Allí vivieron el escritor José Rincón Lazcano y su hermano, hijos de un célebre notario segoviano, Luis Rincón. En ella, se escribió La alcaldesa de Hontanares, obra con la que se inauguró el Teatro Juan Bravo de Segovia en 1919.[7]
- Potro de herrar. Se sitúa a la entrada del municipio, data del siglo XIX, y es utilizado como elemento ornamental.[17]
- Centro Cultural Manantial del Eresma.
- Antigua estación de ferrocarril. Esta estación formaba parte de la línea Segovia-Medina del Campo, dando servicio al municipio entre 1884 y 1993. Por estas vías circularon trenes expresos, rápidos, de correos y mercancías, hasta que el Gobierno finalmente clausuró la línea por falta de rentabilidad de la misma. Se conserva la estación, así como otros edificios relacionados con el transporte y almacenaje de mercancías.[18]
- Antiguo puente de paso del ferrocarril. Este puente se situaba a la entrada al municipio, por donde pasaba la vía. Con el desuso de la estación, dejó de ser necesario, por lo que se trasladó al parque junto al frontón, donde continúa expuesto en la actualidad.
- Vía Verde del Valle del Eresma. Discurre por el trazado de la antigua línea de ferrocarril, con firme de tierra compactada, une Segovia y Olmedo, y tiene una longitud total de 73,3 km. Atraviesa la campiña segoviana a su paso por Hontanares a partir de su kilómetro 13, en paralelo al Río Eresma, donde se encuentra, además, un área de descanso.[19]

### Fiestas
- Patrocinio de San José (el tercer domingo tras Pentecostés)
- Nuestra Señora de la Asunción (15 de agosto)
- San Roque (16 de agosto)